# Relatos de una intriga
Relatos de una intriga es el primer álbum de estudio del dúo español Amistades Peligrosas producido por Luis Carlos Esteban y lanzado al mercado en 1991 bajo el sello de EMI Music Spain. El álbum logró posicionarse en los primeros lugares de popularidad en España llevándolo a vender más de 300 000 copias y ganando triple disco de platino en España y disco de oro en Chile.
El primer sencillo de este material fue el ya mítico Estoy por ti, tema con el que alcanzaron el gusto del público por su ritmo pegadizo y el famoso “pero basta ya de tanta tontería…” sonó en todas las emisoras de radio. Esta canción contó con un videoclip (con muy bajo presupuesto y carencia de creatividad) muy sencillo pero ayudó a la promoción en televisión.
Muy peligroso fue elegido como el segundo sencillo, en esta ocasión un tema más agresivo y contó con un videoclip mejor producido y con ayuda de efectos especiales y trucos de cámara para dar el mensaje de la canción y alcanzando el número uno en la radio española.
Posteriormente se lanzó el tema Hágase tu voluntad y el famosísimo Africanos en Madrid, tema compuesto por un migrante africano con el que vuelven al número uno y demuestran su apoyo para combatir el racismo en España con un ritmo africano y que da el mensaje de esperanza a todos los migrantes llegados a España.

## Diseño
En la portada del álbum aparecen retratados los integrantes del dúo, Alberto Comesaña y Cristina del Valle, en una habitación cerca de una ventana abierta. Ambos están sentados: ella lleva un vestido de verano estampado y se pinta los labios en una silla de madera con tela estampada amarilla; él viste una camiseta blanca de tirantes y unos vaqueros, y se le ve en actitud meditativa en una sillón color púrpura, que se encuentra detrás de la silla donde está sentada ella. En la carátula trasera, de color negro, se hallan escritos el nombre del grupo y del álbum, los títulos de las canciones, así como los créditos y el copyright.

## Lista de canciones
1. Estoy por ti - 4:44 (L. C. Esteban/Alberto Comesaña/Cristina del Valle)
2. Muy peligroso– 4:12 (Alberto Comesaña/Luis Carlos Esteban/Cristina del Valle)
3. No tienes perdón - 3:11 (Alberto Comesaña/Luis Carlos Esteban/Cristina del Valle)
4. En cualquier lugar - 2:57 (J. Battaglio/F. Jiménez)
5. Hágase tu voluntad - 3:36 (Alberto Comesaña/Cristina del Valle)
6. Africanos en Madrid- 3:18 (Yamil Z./Iván García Pelayo)
7. Solo pienso en ti - 3:00 (Rodrigo García Blanca)
8. Fe - 3:56 (J. Battaglio/F. Jiménez)
9. Duermevela - 3:45 (J. M. Granados)
10. La hora de la verdad - 3:03 (J. M. Granados)

- Datos: Q2886140